# انتخابات سراسری اتریش (۲۰۱۷)
انتخابات سراسری اتریش در ۱۵ اکتبر ۲۰۱۷ برابر با ۲۳ مهر ۱۳۹۶ به منظور انتخاب اعضای شورای ملی اتریش برگزار می‌شود. این شورا یکی از دو مجلس اتریش است که معمولاً حزب یا ائتلافی که در آن اکثریت را داشته باشد صدراعظم را انتخاب می‌کند.

## پیش‌زمینه
راینهولد میترلنر رهبر حزب محافظه‌کار خلق اتریش در روز دهم مه ۲۰۱۷ استعفا داد. در ۱۴ مه زباستیان کورتس وزیر امور خارجه اتریش با اجماع تمام اعضای کمیته فدرال حزب خلق به رهبری این حزب برگزیده شد و بلافاصله برگزاری انتخابات زودهنگام را اعلام کرد. کورتس اعلام کرد برای انتخابات فهرستی مستقل تحت عنوان «فهرست زباستین کورتس - حزب نوین خلق» (اما با پشتیبانی حزب خلق) تشکیل خواهد داد که پذیرای عضویت کارشناسان یا افراد علاقه‌مندی خواهد بود که عضو حزب نیستند.
اوا گلاوشنیگ رهبر حزب سبزها در ۱۸ مه به دلیل مسائل خانوادگی و سلامت شخصی از تمام مناصب خود استعفا داد. او همچنین فشارهای سیاسی فزاینده در چند ماه اخیر ناشی از اخراج سبزهای جوان از حزب و همچنین فرارسیدن کارزار چالش‌برانگیز انتخابات بعدی را به عنوان دلایل دیگر استعفا بیان کرد. یک روز بعد کمیته حزب سبزها، خانم اینگرید فلیپ رهبر این حزب در ایالت تیرول را باتفاق آرا به عنوان رهبر جدید حزب برگزید اما در نهایت اولریک لوناسِک از اعضای پارلمان اروپا به عنوان نامزد صدارت اتریش برای انتخابات ۲۰۱۷ معرفی شد.
حزب سوسیال دموکراتیک (SPÖ) در ۱۴ ژوئن اعلام کرد منع ۳۰ ساله مبنی بر عدم انجام هر گونه ائتلاف با حزب دست راستی آزادی را (FPÖ) را تحت شرایطی بر خواهد چید. در «نقشهٔ ارزش‌های» این حزب چند شرط آمده است که هر حزبی که بخواهد با حزب سوسیال دموکراتیک وارد ائتلاف شود باید آن‌ها را رعایت کند از جمله اینکه احزاب یادشده باید طرفدار سیاست اروپای واحد باشند، به حداقل دستمزد به میزان ۱۵۰۰ یورو باور داشته باشند و طرفدار برابری جنسیتی و حقوق بشر باشند.
حزب «تیم اشتروناخ» در ۲۷ ژوئن اعلام کرد به دلیل اینکه مؤسس حزب (فرانک اشتروناخ) تصمیم گرفته بدلیل کناره‌گیری از دنیای سیاست کمک‌های مالی خود به این حزب را قطع کند، از شرکت در انتخابات کناره‌گیری خواهد کرد.
ایرمگارد گریس نامزد مستقل انتخابات ریاست‌جمهوری اتریش در سال ۲۰۱۶ در ۸ ژوئیه با حزب اتریش نوین وارد ائتلاف انتخاباتی شد. هر چند وی عضو این حزب نیست و در رقابت‌های مقدماتی آن شرکت نکرده اما توانست پس از ماتیاس اشترولز رهبر این حزب، بعنوان نفر دوم فهرست حزب اتریش نوین برگزیده شود. این تصمیمات با اجماع گسترده‌ای از سوی نمایندگان حزب در یک جلسه حزبی در وین گرفته شد.
کارل اِشنِل رهبر سابق حزب آزادی در سالزبورگ در تاریخ ۱۴ ژوئیه اعلام کرد در انتخابات ۲۰۱۷ با فهرستی تحت عنوان «فهرست دکتر اشنل» شرکت خواهد کرد. اشنل توانسته حمایت ۳ نماینده پارلمان را بدست آورد، از این رو دیگر لازم نیست برای تأیید صلاحیت، ۲۶۰۰ امضا جمع‌آوری کند.
پیتر پیلتس از اعضای مؤسس حزب سبز و نمایندهٔ باسابقهٔ پارلمان اتریش در ۱۷ ژوئیه تصمیم گرفت از فراکسیون حزبی در پارلمان خارج شود. در ۲۵ ژوئن اکثریت نمایندگان حزب سبز همایش این حزب تصمیم گرفتند او را از فهرست حزب حذف کنند. پیلتس پیش از آن بارها اعلام کرده بود می‌خواهد یک فهرست مستقل برای انتخابات معرفی کند. او در ۲۵ ژوئیه طی یک کنفرانس خبری یک فهرست جدید با عنوان فهرست پیتر پیلتس معرفی کرد. پیلتس از حمایت ۴ نماینده پارلمانی برخوردار است به همین دلیل لازم نیست ۲۶۰۰ امضا برای تأیید صلاحیت جمع‌آوری کند.
حزب سوسیال دموکرات در ۱۴ اوت ۲۰۱۷ همکاری خود با مشاور انتخاباتی اسرائیلی خود بنام تال سیلبراشتاین را قطع کرد. او به‌اتهام پولشویی و فساد در اسرائیل دستگیر شده بود. سیلبراشتاین چندین سال به عنوان کارگزار نظرسنجی و مشاور راهبردی کارزارهای انتخاباتی با حزب سوسیال دموکرات همکاری کرده بود.
رولاند دورینگر کمدین پرطرفدار اتریشی در ۱۴ اوت اعلام کرد که فهرست طنزآلود و ساختارشکن وی با عنوان «رأی من بحساب می‌آید!» (G!LT) توانسته بیش از ۲۶۰۰ امضا گردآوری کرده و مجوز حضور روی برگه‌های رأی را دریافت کند.
در ۱۶ اوت نیز ائتلاف انتخاباتی KPÖ+ بین حزب کمونیست و حزب سبزهای جوان اعلام کرد که توانسته بیش از ۲۶۰۰ امضا جمع کند و از این رو صلاحیت حضور در برگه‌های رأی را کسب کند. سبزهای جوان پس از اخراج از حزب سبز، با حزب کمونیست ائتلاف کردند.